# Rhinopithecus roxellana qinlingensis
O macaco-dourado-de-nariz-arrebitado-de-Qinlin (Rhinopithecus roxellana qinlingensis) é uma das 3 subespécies de Rhinopithecus roxellana. É nativo da província de Shaanxi, nas montanhas Qinling, como o próprio nome indica.

## Estado de conservação
Esta subespécie foi listada como "em perigo" pois o total de todos os indivíduos maduros é inferior a 2.500 e houve um declíneo de mais de 20% nos últimos 25 anos. Apesar disso, a população está +/- estável.